# Jordi Pere Cerdà
Jordi Pere Cerdà seudónimo de Antoni Cayrol (Sallagosa, 4 de noviembre de 1920 - Perpiñán, 11 de septiembre de 2011) fue un poeta, narrador, dramaturgo y promotor de actividades culturales francés en la zona de los Pirineos Orientales. Ha dado a conocer con profundidad los problemas de la cultura catalana en el Rosellón en numerosos artículos.
Forma parte de la actual vieja generación de escritores de Pirineos Orientales, compuesta entre otras por Pere Verdaguer y Joan Morer.
Ha vivido esencialmente en Perpiñán y Sallagosa, donde se representaron cuatro sainetes que lo dieron a conocer en el mundo del teatro el año 1941, en plena guerra mundial y bajo el régimen de Vichy. El año 1960 se estableció en Perpiñán para hacer de librero y promotor cultural, además hacer de colaborador en varias revistas.
El hecho de vivir en la Cerdaña, donde el catalán es muy minoritario, hizo que prácticamente tuviera que inventarse su propio lenguaje, lo que le ayudó y perjudicó a la vez. El año 1942 tuvo que unirse al ejército.

## Obra

### Poesía
1. La guatlla i la garba. Perpiñán: Tramontane, 1950
2. Tota llengua fa foc. Tolosa: Institut d'Estudis Occitans, 1954
3. Cerdaneses
4. Dignificació del carràs
5. La pell del Narcís
6. Un bosc sense armes
7. L'agost de l'any
8. Ocells per a Cristòfor. Francia, [s.n.], 1961
9. Cantorer
10. Obra Poètica. Introducción de Pere Verdaguer. Barcelona: Barcino, 1966 (Antología de su obra poética entre 1950-1965)
11. Poesía Completa. Barcelona: Columna, 1988

### Prosa poética
1. Dietari de l'alba. Barcelona: Columna, 1988

### Narrativa
1. Contalles de Cerdanya. Francia, 1959. Barcelona: Barcino, DL1962
2. Col.locació de personatges en un jardí tancat Perpiñán: CDACC-Chiendent, 1984/Barcelona: Columna, 1993
3. Passos estrets per terres altes. Barcelona: Columna, 1998

### Memorias
1. Cant Alt: autobiografía literària. Barcelona: Curial, 1988

## Premios
1. Premio Crítica Serra d'Or 1985, por Col.locació de personatges en un jardí tancat
2. Cruz de Sant Jordi 1986
3. Premio de Literatura de la Generalitat 1989, por Poesía Completa
4. Premio de Honor de les Letras Catalanas 1995
5. Premio Nacional de Literatura de la Generalidad de Cataluña 1999, por Passos estrets per terres altes

- Datos: Q2777820